# Stoicorum Veterum Fragmenta
Stoicorum Veterum Fragmenta é uma colecção de fragmentos e testemunhos dos primeiros filósofos estoicos, composta entre 1903 e 1905 por Hans von Arnim. Inclui fragmentos e testemunho de Zenão de Cítio, Crisipo de Solis e dos seguidos mais próximos. A obra era constituída inicialmente por três volumes, aos quais Maximilian Adler, em 1924 adicionou um quarto, contendo índices gerais.

## Divisão da obra
- Volume 1 - Fragmentos de Zenão e seus seguidores
- Volume 2 - Fragmentos sobre Lógica e Física de Crísipo
- Volume 3 - Fragmentos sobre Ética de Crísipo e alguns fragmentos dos seus discípulos
- Volume 4 - Índice de palavras, nomes próprios e fontes